# مطار كانكون الدولي
مطار كانكون الدولي (بالإسبانية: Aeropuerto Internacional de Cancún)(إياتا: CUN، إيكاو: MMUN) مطار دولي يقع المطار في منطقة كانكون الحضرية في كينتانا رو في المكسيك وهو ثاني أكثر المطارات ازدحامًا في المكسيك والأكبر في البلاد وضمن قائمة أكبر مطارات العالم من حيث عدد المسافرين الدوليين. ويعتبر البوابة الرئيسية لريفييرا مايا المكسيكية وشبه جزيرة يوكاتان، ويقدم رحلات لأكثر من 100 مدينة عبر الأمريكتين وأوروبا.
هو محور عمليات لشركة طيران فيفا ومدينة تركيز لشركة فولاريس، ويعمل في الأساس كوجهة رئيسية لمعظم شركات الطيران الأمريكية والكندية الكبرى من جميع مراكزها ومدن التركيز الخاصة بها، مما يجعله المطار الوحيد خارج الولايات المتحدة الذي يخدم أكبر عدد من الوجهات في الولايات المتحدة.
يُشغل المطار من قبل شركة مجموعة مطارات الجنوب، ويتولى أيضًا مناولة الطيران العام والطيران التنفيذي، وتدريب الطيران، وخدمات الطيران العارض الدولي. يُعد المطار الأقصى شرقًا في المكسيك، مع مطاري كوزوميل وتولوم كخيارات بديلة في منطقة كانكون. في عام 2023، تعامل المطار مع حوالي 32.75 مليون مسافر، منهم 20.1 مليون مسافر دولي.

## نبذة
تأسس مطار كانكون الدولي في عام 1942. كان المطار عبارة عن مدرج بدائي وبرج مراقبة خشبي، وظل يعمل بهذه الهيئة حتى عام 1973.
في أوائل السبعينيات، تحولت كانكون بناءً على موقعها الاستراتيجي وشواطئها البكر ومناظرها الطبيعية ومواقعها الأثرية إلى وجهة سياحية رئيسية، جرى استثمار ضخم في البنية التحتية وبناء مطار كانكون الدولي الجديد. انطلقت أول رحلة تجارية من المطار في 12 مايو 1975،
في عام 1995، شهد المطار نقطة تحول عندما بدأت المكسيك مبادرة خصخصة المطارات من خلال "قانون المطارات" الذي قدمته وزارة البنية التحتية، ليصبح مطار كانكون جزءًا من مجموعة مطارات الجنوب (ASUR).
حتى أوائل العقد الأول من القرن الحادي والعشرين عمل المطار من خلال استخدام صالتي سفر. بدأت عملية تحول كبرى في عام 2005 عندما استثمرت مجموعة مطارات الجنوب مبلغ 150 مليون دولار أمريكي في بناء الصالة 3، التي افتتحت رسميًا في عام 2007. وفي أكتوبر 2009، تم الكشف عن إضافات رئيسية شملت مدرجًا جديدًا وأطول برج مراقبة في أمريكا اللاتينية بارتفاع 97 مترًا، مما ضاعف قدرة المطار على التعامل مع الركاب. وفي 27 نوفمبر 2013، أصبح أول مطار في المكسيك يستقبل طائرة إيرباص إيه 380، احتفالًا بالذكرى الثمانين لشركة الخطوط الجوية الفرنسية.
استمر التوسع بأضافة الصالة 2 في عام 2014، وتوسعة كبيرة للصالة 3 بمساحة 76,000 متر مربع في عام 2016، مما رفع القدرة السنوية من 6 ملايين إلى 10 ملايين مسافر. واعقبها افتتاح الصالة 4 في أكتوبر 2017.
يقع المطار في المنطقة الحضرية بكانكون، على بعد أقل من 10 كيلومترات جنوب غرب التجمعات السياحية، على ارتفاع 6 أمتار (20 قدمًا) فوق مستوى سطح البحر. يتمتع المطار بالقدرة على استيعاب الطائرات الكبيرة مثل بوينغ 747 وإيرباص إيه 380، ويضم مدرجين متوازيين يمكن استخدامهما في وقت واحد:
- المدرج 12R/30L بطول 3,500 متر (11,500 قدم)،
- والمدرج 12L/30R بطول 2,800 متر (9,200 قدم).

## شركات الطيران والوجهات
| شركـات طيـران             | الوجهات |
| ------------------------- | --- |
| الخطوط الجوية الأرجنتينية | بوينس آيرس–إيزيزا |
| طيران المكسيك             | مدينة مكسيكو، مدينة مكسيكو–أيفا، ميامي |
| إيروس                     | تشيتومال, كوزوميل |
| طيران كندا                | فانكوفر |
| إير كندا روج              | مونتريال–ترودو، تورونتو–بيرسون |
| طيران أوروبا              | مدريد |
| الخطوط الجوية الفرنسية    | باريس–شارل ديغول |
| طيران ترانسات             | مونتريال–ترودو، مدينة كويبيك، تورونتو–بيرسون |
| خطوط ألاسكا الجوية        | لوس أنجلوس، سياتل/تاكوما |
| الخطوط الجوية الأمريكية   | أوستن، شارلوت، شيكاغو–أوهير، دالاس/فورت ورث، ميامي، نيويورك–جيه إف كي، فيلادلفيا، فينيكس–سكاي هاربر |
| أرا جيت                   | بونتا كانا, سانتو دومينغو–لاس أمريكاس |
| أفيلو إيرلاينز            | هارتفورد |
| أفيانكا                   | بوغوتا، ميديلين–جيه إم سي |
| أفيانكا السلفادور         | مدينة غواتيمالا، سان سلفادور |
| الخطوط الجوية البريطانية  | لندن–غاتويك |
| كوندور                    | فرانكفورت |
| كونفيفاسا                 | كاراكاس |
| خطوط كوبا الجوية          | مدينة بنما–توكومين |
| خطوط دلتا الجوية          | أتلانتا، بوسطن، ديترويت، لوس أنجلوس، منيابولس/سانت بول، نيويورك–جيه إف كي, سولت ليك سيتي، سياتل/تاكوما |
| إديلويس إير               | زيورخ |
| فلاير إيرلاينز            | تورونتو–بيرسون |
| خطوط فرونتير الجوية       | أتلانتا، شيكاغو–أوهير، سينسيناتي، كليفلاند، دنفر، أورلاندو، فيلادلفيا، سانت لويس |
| غول لينهاس أيرياس         | برازيليا |
| إيبروجيت                  | مدريد |
| جيت بلو                   | بوسطن، فورت لودردال، نيويورك–جيه إف كي، نيوآرك، أورلاندو، سان خوان, تامبا |
| لاتام تشيلي               | سانتياغو دي تشيلي |
| لاتام بيرو                | ليما |
| ماجني تشارترز             | مدينة مكسيكو، مونتيري |
| نيوس                      | ميلانو–مالبينسا, روما–فيوميتشينو, فيرونا |
| سكاي أيرلاين بيرو         | ليما |
| خطوط ساوث ويست الجوية     | أوستن، بالتيمور، شيكاغو–ميدواي، شيكاغو–أوهير، دنفر، هيوستن–هوبي، إنديانابوليس، كانساس سيتي, ناشفيل، أورلاندو, فينيكس–سكاي هاربر، سانت لويس |
| سبيريت                    | بالتيمور، شيكاغو–أوهير، دالاس/فورت وورث، ديترويت، فورت لودردال، مطار جورج بوش الدولي، نيو أورلينز، أورلاندو، فيلادلفيا |
| صن كانتري                 | منيابولس/سانت بول |
| تروبيك إير                | مدينة بليز |
| توي للطيران               | برمنغهام (المملكة المتحدة)، غلاسكو, لندن–غاتويك، مانشستر |
| توي فلاي بلجيكا           | بروكسل (تنتهي 31 أكتوبر 2025) |
| توي فلاي هولندا           | أمستردام |
| التركية                   | إسطنبول |
| الخطوط الجوية المتحدة     | شيكاغو–أوهير، كليفلاند، دنفر، هيوستن–انتركونتيننتال، لوس أنجلوس، نيوآرك، سان فرانسيسكو، واشنطن–دولس |
| فيرجن أتلانتيك            | لندن–هيثرو (تبدأ 19 أكتوبر 2025) |
| فيفا                      | بوغوتا، كاماغواي، تشيهواهوا، سيوداد خواريز، كولياكان، غوادالاخارا، هافانا، هيرموسيو، ليون/إل باخيو، مكسيكالي، مدينة مكسيكو، مدينة مكسيكو–أيفا، مونتيري، بويبلا، بويرتو فالارتا، كويريتارو، رينوسا، سان خوسيه ديل كابو,تامبيكو، تيخوانا، تولوكا/مدينة مكسيكو، توريون/غوميز بالاسيو، توكستلا غوتيريز، فيراكروز، فيلا هيرموسا |
| فولاريس                   | أغواسكالينتس، سيوداد خواريز، غوادالاخارا، مدينة غواتيمالا، هيرموسيو، ليون/إل باخيو، ماكالين, مدينة مكسيكو، مدينة مكسيكو–أيفا، مونتيري، موريليا، أواكساكا، بويبلا، كويريتارو، سان خوسيه (كوستاريكا)، سان لويس بوتوسي، تيخوانا، تولوكا/مدينة مكسيكو، توكستلا غوتيريز                                                         |
| فولاريس كوستاريكا         | سان خوسيه (كوستاريكا) |
| فولاريس السلفادور         | سان سلفادور، مدينة غواتيمالا |
| وست جت                    | كالغاري، إدمونتون، مونتريال–ترودو, مدينة كويبيك, تورونتو–بيرسون، فانكوفر |
| وينغو                     | بوغوتا، ميديلين–جيه إم سي |
| وورلد تو فلاي             | مدريد |